# Ministerstwo Spraw Wewnętrznych Indii
Ministerstwo Spraw Wewnętrznych Indii − ministerstwo odpowiadające za prowadzenie polityki wewnętrznej Indii.
Mieści się w kompleksie rządowym w Raisina Hill w Nowym Delhi.
Obecnym ministrem spraw zagranicznych jest Rajnath Singh.

## Lista ministrów spraw wewnętrznych Indii
Poniższa tabela zawiera listę wszystkich ministrów spraw wewnętrznych Indii, od uzyskania przez ten kraj niepodległości w 1947.
| Imię i nazwisko              | Zdjęcie | Od                   | Do                   | Partia                     | Uwagi                |
| ---------------------------- | ------- | -------------------- | -------------------- | -------------------------- | -------------------- |
| Vallabhbhai Patel            |         | 15 sierpnia 1947     | 15 grudnia 1950      | INC                        |                      |
| Chakravarthi Rajagopalachari |         | 26 grudnia 1950      | 25 października 1951 | INC                        |                      |
| Kailash Nath Katju           |         | 25 października 1951 | 10 stycznia 1955     | INC                        |                      |
| Govind Ballabh Pant          |         | 10 stycznia 1955     | 7 marca 1961         | INC                        |                      |
| Lal Bahadur Shastri          |         | 4 kwietnia 1961      | 29 sierpnia 1963     | INC                        |                      |
| Gulzarilal Nanda             |         | 29 sierpnia 1963     | 14 listopada 1966    | INC                        |                      |
| Yashwantrao Chavan           |         | 14 listopada 1966    | 27 czerwca 1970      | INC                        | pierwszy raz         |
| Indira Gandhi                |         | 27 czerwca 1970      | 4 lutego 1973        | INC                        | równocześnie premier |
| Uma Shankar Dikshit          |         | 4 lutego 1973        | 10 października 1974 | INC                        |                      |
| Kasu Brahmananda Reddy       |         | 10 października 1974 | 27 marca 1977        | INC                        |                      |
| Charan Singh                 |         | 27 marca 1977        | 1 lipca 1978         | Janata                     |                      |
| Morarji Desai                |         | 1 lipca 1978         | 30 lipca 1979        | Janata                     |                      |
| Yashwantrao Chavan           |         | 30 lipca 1979        | 14 stycznia 1980     | Janata Party (Secular)     | drugi raz            |
| Giani Zail Singh             |         | 14 stycznia 1980     | 22 czerwca 1982      | INC                        |                      |
| Ramaswamy Venkataraman       |         | 22 czerwca 1982      | 2 września 1982      | INC                        |                      |
| Prakash Chandra Sethi        |         | 2 września 1982      | 19 lipca 1984        | INC                        |                      |
| P.V. Narasimha Rao           |         | 19 lipca 1984        | 31 grudnia 1984      | INC                        | pierwszy raz         |
| Shankarrao Chavan            |         | 31 grudnia 1984      | 12 marca 1986        | INC                        | pierwszy raz         |
| P.V. Narasimha Rao           |         | 12 marca 1986        | 12 maja 1986         | INC                        | drugi raz            |
| Buta Singh                   |         | 12 maja 1986         | 5 grudnia 1989       | INC                        |                      |
| Mufti Mohammad Sayeed        |         | 5 grudnia 1989       | 21 listopada 1990    | Janata Dal (1988–1999)     |                      |
| Chandra Shekhar              |         | 21 listopada 1990    | 21 czerwca 1991      | Samajwadi Janata Party     |                      |
| Shankarrao Chavan            |         | 21 czerwca 1991      | 16 maja 1996         | INC                        | drugi raz            |
| Murli Manohar Joshi          |         | 16 maja 1996         | 1 czerwca 1996       | Indyjska Partia Ludowa     |                      |
| H.D. Deve Gowda              |         | 1 czerwca 1996       | 29 czerwca 1996      | Janata Dal (Secular)       |                      |
| Indrajit Gupta               |         | 29 czerwca 1996      | 19 marca 1998        | Komunistyczna Partia Indii |                      |
| Lal Krishna Advani           |         | 19 marca 1998        | 23 maja 2004         | Indyjska Partia Ludowa     |                      |
| Shivraj Patil                |         | 23 maja 2004         | 30 listopada 2008    | INC                        |                      |
| Palaniappan Chidambaram      |         | 30 listopada 2008    | 31 lipca 2012        | INC                        |                      |
| Sushil Kumar Shinde          |         | 31 lipca 2012        | 26 maja 2014         | INC                        |                      |
| Rajnath Singh                |         | 27 maja 2014         |                      | Indyjska Partia Ludowa     |                      |